# Canular téléphonique
 (avril 2019).
Si vous disposez d'ouvrages ou d'articles de référence ou si vous connaissez des sites web de qualité traitant du thème abordé ici, merci de compléter l'article en donnant les références utiles à sa vérifiabilité et en les liant à la section « Notes et références ».
Un canular téléphonique est une blague réalisée par téléphone, parfois par un animateur de radio ou de télévision, afin d'en assurer une diffusion dans sa propre émission. Piégeant généralement des anonymes, certains canulars sont toutefois plus remarqués car ils sont parvenus à tromper des personnalités.

## Légalité

### En France
L'article 222-16 du code pénal précise que « Les appels téléphoniques malveillants réitérés, les envois réitérés de messages malveillants émis par la voie des communications électroniques ou les agressions sonores en vue de troubler la tranquillité d'autrui sont punis d’un an d'emprisonnement et de 15 000 euros d'amende. »
L’interprétation généralement donnée par les tribunaux[réf. nécessaire] est de considérer le seuil de 3 appels pendant une période de 24 heures, ou lorsque sont proférées des menaces ou insultes.  Une enquête auprès des opérateurs téléphoniques peut aider à identifier les auteurs dans le cas d’appels masqués.
Certains canulars téléphoniques ont donné lieu à une condamnation ou à des sanctions. Cyril Hanouna, un animateur de la télévision française, a été sanctionné par le CSA après un canular téléphonique où, après avoir publié une fausse annonce sur Vivastreet, il a diffusé en direct et à l'insu des personnes piégées, majoritairement gays, une conversation téléphonique où il se faisait passer pour quelqu'un cherchant des rencontres « chaudes ».  Certaines victimes ont également mis en avant que l’absence de masquage des voix aurait permis à des proches de les identifier.

## Canular téléphonique aux conséquences tragiques
Au Royaume-Uni, en 2012, un canular téléphonique a provoqué le suicide de l'infirmière Jacintha Saldanha. 

## Imposteurs spécialisés en canulars téléphoniques

### Belgique
- François Pirette
- Fun Radio Belgique

### Canada
- Les Justiciers Masqués

### États-Unis
- Ryan Dunn

### France
- Arthur
- L'appel automatique de Georges, dans l'émission Manu dans le 6/9 (NRJ)
- Difool
- Romano
- Francis Blanche
- Gérald Dahan
- Jean-Yves Lafesse
- Jacques Legras
- Maurad (alias Michel Topper sur Rire & Chansons)
- Pierre Péchin
- Laurent Baffie
- Olivier Bourg : Le Coup de Bourg
- Sébastien Cauet
- Toph
- Mikl
- Guillaume Radio 2.0
- Martin (Laigle), d'abord dans l'émission Bob, Isa et Martin ou dans les libres antennes de Max et de Sophie sur Fun Radio, et pour l'Appel trop con sur Rire et chansons[4].

### Italie
- Lo Zoo di 105

### Autres
- Oceane (France / États-Unis)
- Patson : Côte d'Ivoire

## Canulars téléphoniques célèbres
| Victime              | Imitation             | Imposteur          | Date             | Commentaire |
| -------------------- | --------------------- | ------------------ | ---------------- | --- |
| Jean-Pierre Raffarin | Philippe Douste-Blazy | Gérald Dahan       | 6 mai 2003       | Le Premier ministre croit discuter avec son ministre de la santé qui lui avoue avoir été surpris en galante compagnie au Bois de Boulogne. |
| Zinédine Zidane      | Jacques Chirac        | Gérald Dahan       | 7 septembre 2005 | Le célèbre footballeur croit discuter avec le Président de la République qui lui demande de porter la main au cœur et de persuader ses coéquipiers de faire de même lors des cérémonies de la Marseillaise avant le début d'un match officiel. Les joueurs porteront effectivement la main au cœur lors de l'hymne officiel.                                                |
| Jacques Chirac       | Stephen Harper        | Justiciers masqués | 26 janvier 2006  | Le Président de la République croit discuter avec son homologue canadien, fraîchement désigné Premier ministre. Ce dernier lui affirme qu'il fera la première partie de Garou lors de sa tournée en France et propose que Natasha St-Pier soit retenue pour être ambassadrice du Canada en France.                                                                          |
| Ségolène Royal       | Jean Charest          | Gérald Dahan       | 26 janvier 2007  | Lors d'un canular téléphonique organisé par l'imitateur Gérald Dahan, simulant alors la voix du Premier ministre québécois Jean Charest, Ségolène Royal a affirmé que « les Français ne seraient pas contre » l'indépendance de la Corse. Une cassette audio de cette communication a ensuite été diffusée le 26 janvier 2007 à la presse.                                  |
| Nicolas Sarkozy      | Stephen Harper        | Justiciers masqués | 26 janvier 2007  | Le président fraîchement élu reçoit les messages de félicitation de chefs d'État étrangers ainsi que celui de l'imitateur québécois imitant le Premier ministre canadien. À la fin de la conversation, ce dernier invite le nouveau président à un Dîner de Cons avec George W Bush. Monsieur Sarkozy sentant un canular et ne sachant plus quoi répondre raccroche au nez. |
| Sarah Palin          | Nicolas Sarkozy       | Justiciers masqués | 31 octobre 2008  | La colistière de John McCain reçoit les encouragements de Nicolas Sarkozy et de son conseiller extraordinaire pour les affaires américaines Johnny Hallyday. Sarah Palin, ravie, estime qu'elle peut être présidente des États-Unis dans huit ans. |